# Escuminac (Nouveau-Brunswick)
Pour les articles homonymes, voir Escuminac.
Escuminac est un village du comté de Northumberland, à l'est de la province canadienne du Nouveau-Brunswick. Le village a le statut de DSL. Dans le cadre de la réforme de la gouvernance locale du 1er janvier 2023, le DSL a été annexé au district rural de Kent.

## Toponyme
Le village est nommé d'après la pointe Escuminac. En langue micmaque, Eskumunaak signifie lieu d'observation.

## Géographie
Escuminac est situé sur la rive sud de la baie de Miramichi, autrement dit le golfe du Saint-Laurent, à 8 kilomètres à l'ouest de la pointe Escuminac.
Escuminac est généralement considéré comme faisant partie de l'Acadie.

### Géologie
Le sous-sol d'Escuminac est composé principalement de roches sédimentaires du groupe de Pictou datant du Pennsylvanien (entre 300 et 311 millions d'années).

## Histoire

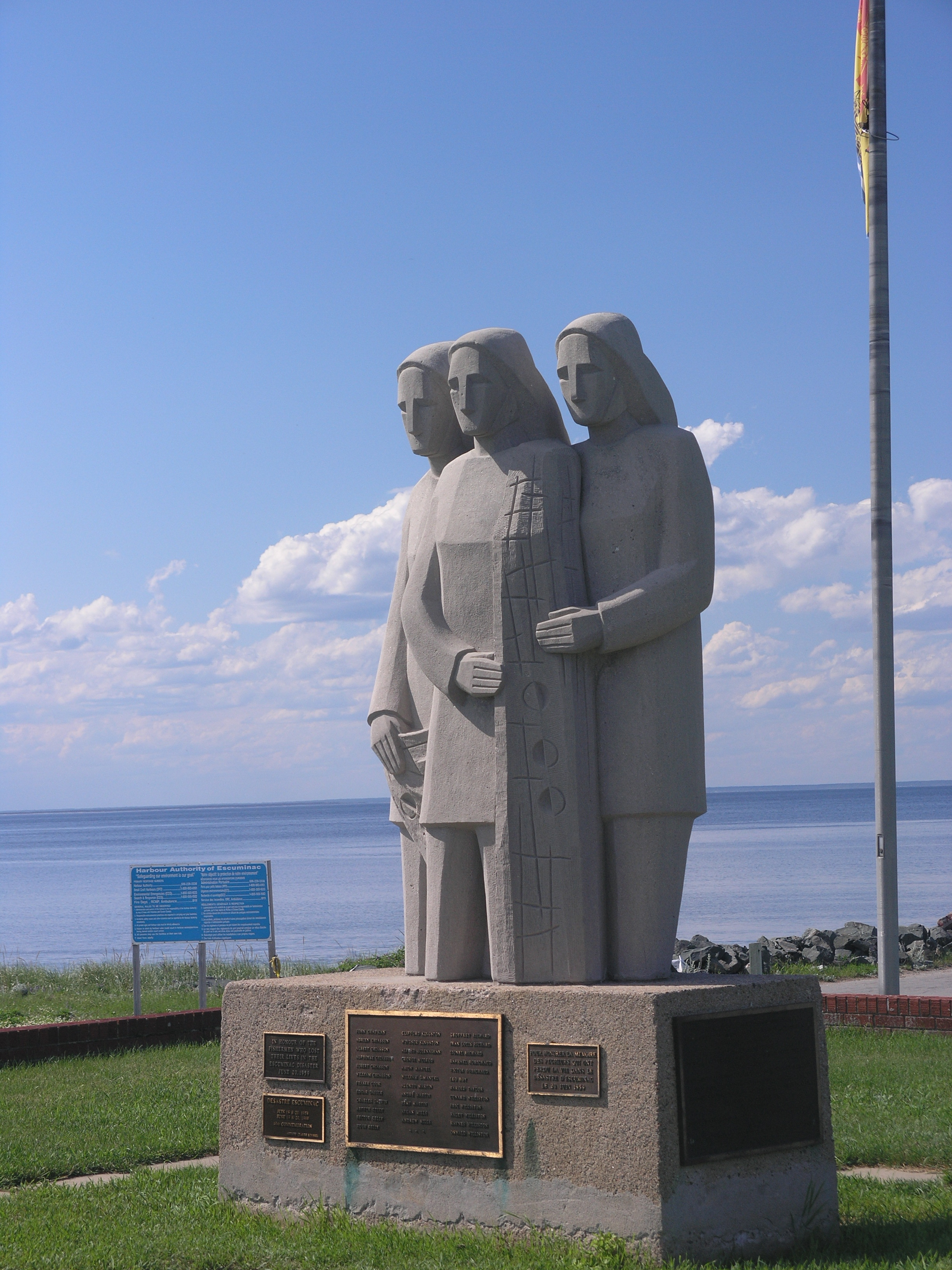
Monument aux pêcheurs, 1969.

Escuminac est situé dans le territoire historique des Micmacs, plus précisément dans le district de Sigenigteoag, qui comprend l'actuel côte Est du Nouveau-Brunswick, jusqu'à la baie de Fundy. Selon la tradition orale, le village est fondé par des Acadiens, vraisemblablement originaires de Baie-Sainte-Anne, ainsi que par des anglophones du comté de Cumberland, en Nouvelle-Écosse.
Le 19 juin 1959, 35 pêcheurs d'Escuminac et des environs perdirent la vie durant un ouragan, connu comme le Désastre d'Escuminac.

## Démographie
(juillet 2016).
La population d'Escuminac est en déclin. D'après le recensement de Statistique Canada, la population du village est passée de 252 à 166 entre 2001 et 2016,.
| 2011 | 2016 |
| ---- | ---- |
| 212  | 166  |

## Administration

### Comité consultatif
En tant que district de services locaux, Escuminac est en théorie administré directement par le Ministère des Gouvernements locaux du Nouveau-Brunswick, secondé par un comité consultatif élu composé de cinq membres dont un président. Il n'y a actuellement aucun comité consultatif.

### Commission de services régionaux
Escuminac fait partie de la Région 5, une commission de services régionaux (CSR) devant commencer officiellement ses activités le 1er janvier 2013. Contrairement aux municipalités, les DSL sont représentés au conseil par un nombre de représentants proportionnel à leur population et leur assiette fiscale. Ces représentants sont élus par les présidents des DSL mais sont nommés par le gouvernement s'il n'y a pas assez de présidents en fonction. Les services obligatoirement offerts par les CSR sont l'aménagement régional, l'aménagement local dans le cas des DSL, la gestion des déchets solides, la planification des mesures d'urgence ainsi que la collaboration en matière de services de police, la planification et le partage des coûts des infrastructures régionales de sport, de loisirs et de culture; d'autres services pourraient s'ajouter à cette liste.

### Représentation et tendances politiques
Nouveau-Brunswick: Escuminac fait partie de la circonscription provinciale de Miramichi—Baie-du-Vin, qui est représentée à l'Assemblée législative du Nouveau-Brunswick par Bill Fraser, du Parti libéral. Il fut élu en 2006 et réélu en 2010.
 Canada: Escuminac fait partie de la circonscription électorale fédérale de Miramichi, qui est représentée à la Chambre des communes du Canada par Tilly O'Neill-Gordon, du Parti conservateur. Elle fut élue lors de la 40e élection fédérale, en 2008.

## Économie
Entreprise Miramichi, membre du Réseau Entreprise, a la responsabilité du développement économique.

## Vivre à Escuminac
L'église St. Peter the Fisherman est une église anglicane. Le bureau de poste et le détachement de la Gendarmerie royale du Canada les plus proches sont situés à Baie-Sainte-Anne.
Les francophones bénéficient du quotidien L'Acadie nouvelle, publié à Caraquet, ainsi que de l'hebdomadaire L'Étoile, de Dieppe. Les anglophones bénéficient quant à eux du quotidien Telegraph-Journal, publié à Saint-Jean et de l'hebdomadaire Miramichi Leader, publié à Miramichi.

## Culture

### Personnalités
- Tilly O'Neill-Gordon, enseignante et femme politique, née en 1957 à Escuminac

### Architecture et monuments
Dans l'est du village se trouve le parc provincial d'Escuminac. Il dispose d'une plage d'eau salée.